# Lepidophyma micropholis
Lepidophyma micropholis är en ödleart som beskrevs av Walker 1955. Lepidophyma micropholis ingår i släktet Lepidophyma och familjen nattödlor. IUCN kategoriserar arten globalt som sårbar. Inga underarter finns listade i Catalogue of Life.
Arten förekommer i delstaterna San Luis Potosí och Tamaulipas i Mexiko. Individer hittades i grottor. Utanför grottorna växer fuktig skog.